# Árvore hiperbólica
Árvore hiperbólica (em inglês: hyperbolic tree) é uma técnica foco+contexto baseada na geometria hiperbólica, usada na visualização de dados de grandes estruturas hierárquicas, como websites.
O termo foi introduzido por Lamping et al em 1995.